# Robert Windle
Robert George Windle (Sídney, 7 de noviembre de 1944) es un nadador australiano de estilo libre de los años 60 que ganó cuatro medallas olímpicas, incluyendo una medalla de oro individual. Windle ganó los 1500 metros libres y alcanzó el bronce en los relevos 4 × 100 metros libres en los Juegos Olímpicos de Tokio 1964 y plata y bronce en los relevos 4 × 200  y 4 × 100 metros libres respectivamente en los Juegos Olímpicos de México 1968. Conocido por su versatilidad, es el único nadador varón que ha representado a Australia en los Juegos Olímpicos en todas las distancias de estilo libre, de 100 metros a 1500 metros. Durante su carrera, Windle batió seis récords mundiales y ganó seis medallas de oro en los Juegos de la Mancomunidad. Ganó 19 Campeonatos de Australia en todas las distancias, desde 200 metros a 1500 metros. 
Windle se crio en el sur de Sídney. Fue entrenado por Frank Guthrie desde los 12 años. Su primera competición importante de natación fue el Campeonato de Australia de 1960. Con 15 años, la segunda posición en los 1500 metros libres le dio una plaza en el equipo para los Juegos Olímpicos de Verano de 1960 en Roma. Sin embargo, los entrenadores solo lo llevaron para que adquiriera experiencia y no compitió. Windle ganó su primer título nacional en 1961 —los 1500 metros libres—y consiguió un triplete en las pruebas de 200, 400 y 1500 metros libres en 1962. Su debut internacional tuvo lugar en los Juegos de la Mancomunidad de 1962 en Perth, donde ganó el oro en los 4 × 200 metros libres y la plata y el bronce en los 1500 y los 400 metros libres respectivamente. En 1963 ganó cuatro títulos nacionales individuales, añadiendo los 800 metros a su exitoso triplete. Ganó tres títulos individuales en 1964 y continuó hasta los Juegos Olímpicos de Tokio, donde fue superado en la eliminatoria de los 400 metros libres al intentar guardarse energías para la final. Como consecuencia, realizó una actuación competitiva en los 1500 metros y estableció récords olímpicos en las eliminatorias y en la final haciéndose con el oro. Añadió, además, un bronce en los 4 × 100 metros libres.
Después de los Juegos Olímpicos, Windle se matriculó en la Universidad de Indiana, donde se entrenó bajo las instrucciones de Doc Counsilman. Durante su estancia en los Estados Unidos, se pasó al sprint de natación. Compitió en los Juegos de la Mancomunidad de 1966 en Kingston, Jamaica, donde ganó los 400 metros libres, y los relevos 4 × 100  y 4 × 200 metros libres, todo ello batiendo récords mundiales. Participó en sus segundos Juegos Olímpicos en Ciudad de México en 1968, compitiendo en los 100  y los 200 metros libres y en los correspondientes relevos, después de haber completado su transición al sprint. Ganó un bronce y una plata en los respectivos relevos y se retiró después de este certamen. Tras su retiro, trabajó para Allis-Chalmers en Estados Unidos, antes de ser transferido a su división de Australia.

## Primeros años
Windle nació en Sídney el 7 de noviembre de 1944 y creció en Weveley, un barrio residencial situado a las afueras del sur de Sídney. Él y su hermana Norma aprendieron a nadar en la playa cercana de Bronte Beach. Más tarde, su familia se mudó al barrio de Bexley North, y Windle nadó en el equipo de su colegio, Marist College Kogarah. A partir de los 12 años, fue entrenado por Frank Guthrie en la piscina de Enfield. Tras quince días de entrenamiento, se clasificó para el campeonato por edades del distrito, acabando entre los tres primeros. Desde entonces, empezó a entrenar tres o cuatro veces por semanas en la piscina de Enfield, donde su padre le llevaba cada mañana. A los 15 años, ya entrenaba diariamente.
En 1960 quedó segundo en los 1500 metros libres, detrás de John Kards, en los Campeonatos de Australia, lo que fue decisivo en su carrera, siendo seleccionado para los Juegos Olímpicos de Verano de Roma de 1960. Dejó el instituto para realizar un entrenamiento intensivo en Queensland con el equipo olímpico de natación. Windle no nadó en Roma, los responsables del equipo solo querían que conociera cómo era la rutina y el ambiente de la natación olímpica. Tras su vuelta a Australia, su entrenador pasó a ser Don Talbot, quien también entrenaba a Konrads.
Talbot apodó a Windle “el galgo inglés” debido a su constitución física delgada y angular. A causa de su complexión pequeña, necesitaba dar entre 45 y 47 brazadas para completar un largo, mientras que su compañero Murray Rose, nadador de distancia, solo necesitaba entre 35 y 37.  Talbot dijo de Windle que era el nadador de elite de constitución más delgada que había entrenado, y tuvo grandes problemas a la hora de aumentar su musculatura. Talbot motivó a Windle y le inculcó un mayor nivel de confianza en sí mismo. Por su parte, Windle respondió aumentando el tiempo de trabajo, por lo que se le consideró el alumno más diligente de Talbot. La determinación con la que entrenaba Windle le llevó a menudo a colisionar con otros nadadores que entrenaban en su mismo carril, lo que dio lugar a que muchos nadadores aficionados dijeran de él que era demasiado agresivo. Con frecuencia, durante la pretemporada, entrenaba el doble que los otros nadadores del equipo de Talbot. Según este, su punto débil era que solo podía nadar de dos maneras, a máxima potencia o muy lentamente. Windle tenía problemas en reducir el ritmo para así conservar energía para los últimos largos. Talbot se lamentaba de “no haber sido lo suficientemente astuto para darse cuenta de que él (Windle) no era perspicaz a la hora de reducir el ritmo, lo que habría mejorado su capacidad como nadador”.

## El primer título nacional y las medallas internacionales
En los Campeonatos de Australia de 1961, Windle ganó la carrera de 1500 metros en un tiempo de 17:37,7 segundos, consiguiendo su primer título australiano a los 16 años. Sin embargo, su victoria fue ensombrecida cuando su bañador se cayó parcialmente durante la competición. Al año siguiente, Windle demostró su versatilidad al ganar los eventos de 200, 400 y 1500 metros libres, en 2:2,9 segundos, 4:25 segundos y 17:53,3 segundos respectivamente. Además fue el pilar del equipo de Nueva Gales del Sur cuando lo llevó a la victoria en los relevos 4 × 200  metros libres. Cuando estuvo convocado en los Juegos de la Mancomunidad de Perth, marcó su debut internacional con la medalla de plata y de bronce en los 1500 y 400 metros libres respectivamente. Murray Rose ganó ambos eventos cuando volvió de la competición universitaria de los Estados Unidos. Ganó los 1500 metros, terminando la competición en 17:18,1 segundos, a una diferencia de 26,4 segundos de Windle. En los 400 metros, Rose terminó en 4:20 segundos, 3,1 segundos por delante de Windle, que ocupó la tercera posición. Windle también ganó el oro en el relevo 4 × 200 metros libres, junto con Rose, Allan Wood y Anthony Strahan y estableció, mientras, el récord mundial.
Con la ausencia de Rose en la competición de Estados Unidos, Windle ganó las carreras de 200, 400, 800 y 1500 metros libres en los Campeonatos de Australia de 1963, con tiempos de 2:2,8 segundos, 4:23 segundos, 9:10,5 segundos y 17:59,6 segundos respectivamente. Su deseo de arrasar en todos los eventos de estilo libre se derrumbó cuando David Dickson le venció en el toque final de los 100 metros. La pareja estaba igualada, pero Dickson calculó mejor la última brazada para tocar la pared. Windle acumuló dos victorias más como parte del equipo de Nueva Gales del Sur en los cuartetos de relevos 4 × 200 y 4 × 100 metros libres.
Estableció el récord mundial en los 200 metros y en los 200 metros libres en 1963, registrando tiempos de 2:0,3 segundos y 2:1,1 segundos respectivamente. Ganó tres títulos individuales en los Campeonatos de Australia de 1964: los 200, los 400 y los 1500 metros libres, en tiempos de 2 minutos, 4:17,6 segundos y 17:9,4 segundos respectivamente. Windle fue miembro de los tres equipos de relevos de Nueva Gales del Sur cuando arrasaron en los relevos, ganando los 400 y los 800 metros libres, y los relevos combinados de 400 metros.

## Medalla de oro olímpica

Pictograma de natación.

El rendimiento de Windle le permitió clasificarse para los Juegos Olímpicos de Tokio 1964, donde estaba previsto que nadara en cuatro competiciones: los 400 y los 1500 metros libres y en relevos de 4 × 100 y 4 × 200 metros libres.
La primera competición de Windle fue el relevo 4 × 100 metros libres, donde se combinó con Dickson, Peter Doak y John Ryan y en la que consiguieron la mejor marca para Australia en un tiempo de 3:40,6 quedándose detrás de la marca estadounidense por 1,8 segundos. Los australianos eran los segundos más rápidos clasificados para la final. De todas formas, los Estados Unidos mejoraron su tiempo hasta 5,6 segundos más en la final, mientras que Australia solo mejoró su tiempo en 3:39,1, quedándose así tras los americanos y los alemanes. Australia estaba en segundo lugar en los dos primeros largos, hasta que Alemania pasó a la posición de plata en el último largo por 0,1 segundo. Windle no pudo mantener el ritmo de su relevista homólogo alemán, y al final de la carrera Australia quedó 1,9 segundos por detrás del medallista de plata.
En la prueba clasificatoria de 400 metros libres, Windle y Talbot se equivocaron; en un intento de conservar sus energías para la final, decidieron que Windle no debía nadar a máxima potencia y, de este modo, Windle fue 4 segundos más lento que en los Campeonatos de Australia. Windle era uno de los cabezas de serie de la competición y Talbot le aconsejó nadar rápido en la primera mitad de la carrera antes de bajar el ritmo. Sin embargo, nadó demasiado lento y perdió la final por completo. Aunque mejoró 7 segundos en su tiempo de 4:21,6, fue el noveno más rápido. Esto le impidió clasificarse para la final por una posición, con un déficit de tiempo de 0,5 segundos. El clasificado más lento fue Tsuyoshi Yamanaka, al que sus entrenadores le habían advertido retirarse de la carrera. Por otro lado, los otros dos representantes australianos, a quienes él había derrotado en el campeonato nacional, participaron en la final, entre ellos Wood, quien ganó el bronce. Talbot reconoció que el error de táctica fue por su culpa y que aprendió mucho de ello.
En la prueba de 1500 metros, Talbot decidió que Windle debía atacar desde el principio e intentar aguantar en las últimas etapas de la carrera. También trabajaron en la técnica de Windle, poniendo remedio a su vicio de dejar caer el codo a una posición más baja cuando estaba cansado. Windle rompió el récord olímpico con un tiempo de 17:15,9 y se clasificó como el más rápido para la final con más de 6 segundos de diferencia. En la final, Windle repitió la estrategia de esprintar desde el principio, superando su récord olímpico en 17:1,7 y manteniendo a distancia al americano John Nelson por 1,3 segundos. Las tácticas de Windle trastocaron los planes de carrera americanos; Nelson y el poseedor del récord mundial, Roy Saari, planearon mantener el ritmo de la carrera de sus contrincantes, pero acabaron centrándose en Windle en vez de nadar su propia carrera. Como resultado, Saari acabó en séptimo lugar, bastante lejos de su estándar global.
Más tarde Windle participó con Wood, Ryan y Dickson en la final de relevos 4 × 200 metros libres. Al quedar sus dos medallistas individuales, Windle y Wood, en las pruebas eliminatorias, Australia luchó para alcanzar el cuarto puesto y fue la más lenta clasificada para la final. En la carrera decisiva Australia era cuarta cuando Windle se sumergió para ser el último relevo, 3,7 segundos detrás del japonés, que estaba en tercer lugar. Windle contabilizó un tiempo de 1:58,7, la sexta carrera más rápida en la competición y la vuelta australiana más rápida por 3 segundos. Aunque Windle acortó 1,8 segundos con el último relevo japonés, no fue suficiente y Australia acabó cuarta, 1,9 segundos fuera de las medallas.

## Carrera universitaria en Estados Unidos
Después de los Juegos Olímpicos, Windle se matriculó con una beca atlética en la Universidad de Indiana, cuyo equipo de natación era entrenado por Doc Counsilman. Lo hizo tras pedirle consejo a Kevin Berry, su compañero del equipo australiano, medalla de oro en los Juegos Olímpicos y estudiante de la Universidad de Indiana. Estudiaba empresariales mientras competía para la universidad, donde cambió su enfoque hacia el sprint en distancias más cortas. Windle no tenía tanto éxito en las carreras cortas de Estados Unidos como en las carreras de larga distancia. Mencionó la falta de entusiasmo en cambiar a distancias más cortas, diciendo en broma: “¿Por qué nadar 30 largos para ganar un oro, cuando lo puedes hacer solo en dos?” Sin embargo, a Windle le gustó su temporada en Estados Unidos y le pareció bien poner más énfasis en trabajar por relevos, el ambiente de equipo y la vida social que éste implicaba. Windle también aprendió mucho de Counsilman, que era considerado un experto en mecánicas, lo que le llevó a mejorar su técnica de natación.
Su actuación en Estados Unidos cuando nadaba para la Universidad de Indiana hizo que fuera seleccionado para los Juegos de la Mancomunidad de 1966, realizados en Kingston, Jamaica. Consiguió el récord mundial en los 400 metros libres en un tiempo de 4:15,0, pero al haberse centrado en las distancias cortas, solo quedó cuarto en los 1500 metros libres con un tiempo de 17:49,2, un 4% más lento que su mejor marca en esta distancia. Ganó el oro en la categoría de 4 x 100 metros libres junto a Ryan, Dickson y Michael Wenden, y en la categoría de 4 × 200 metros libres junto a Wenden, Dickson y Peter Reynolds. En ambos casos consiguieron el récord mundial con un tiempo de 3:35,6 y 7:59,5 respectivamente.

## Despedida internacional
En 1967 Windle se retiró pero, presionado por Talbot, volvió para competir en distancias cortas. En 1968, Windle llevó a la victoria al equipo de relevos de 800 metros de la Universidad de Indiana en los campeonatos de natación y salto de la Asociación Atlética Universitaria Nacional, consiguiendo el que sería el primero de seis títulos consecutivos del equipo masculino de la universidad. Más tarde compitió, por primera vez en cuatro años, en los Campeonatos de Australia. Aunque no ganó ningún título individual, formó parte de los cuartetos de Nueva Gales del Sur ganadores en los relevos 4 × 100 y 4 × 200 metros libres. Windle fue nombrado capitán del equipo olímpico masculino de natación y consiguió pódium en las carreras individuales de 100 y 200 metros libres y en sus respectivas carreras de relevos. Sin embargo, no quedó seleccionado en los 1500 metros libres acabando así con la defensa de su título olímpico antes de que el equipo llegara a Ciudad de México.
En los 100 metros libres, Windle fue segundo en la eliminatoria con un tiempo de 54,8 sesgundos, siendo el sexto clasificado para la semifinal. Windle mejoró su tiempo, 54,6 segundos, en la semifinal, pero éste solo le permitió alcanzar el decimoprimer lugar, de modo que no llegó a la final por 0,5 segundos. En los 200 metros libres, Windle llegó segundo en la eliminatoria por detrás de Wenden, y se coló en la final, por 0,3 segundos, como el séptimo nadador más rápido. En la final, superó su tiempo por 0,1 segundos, y quedó sexto con 2:0,9. Wenden ganó ambas carreras. Tras la final de 200 metros Wenden perdió el conocimiento por el sobreesfuerzo y comenzó a hundirse, pero fue rescatado después de que Windle se diera cuenta del incidente.
En los 4 × 100 metros libres Windle, Wenden, Rober Cusack y Greg Rogers compitieron juntos y ganaron la medalla de bronce detrás de Estados Unidos y la Unión Soviética. Australia participó con el mismo equipo y con el mismo orden de salida de los nadadores en ambas eliminatorias y finales, donde Windle hacía el tercer largo. Australia fue segunda en su eliminatoria detrás de Estados Unidos y se clasificó tercera, mientras que la Unión Soviética quedó en segundo lugar. En la final se dio prácticamente el mismo resultado; Australia fue tercera en todo. A pesar de que Wenden, del equipo australiano, tenía la mejor marca de los 32 nadadores que participaban en la carrera, Australia perdió la medalla de plata por 0,5 segundos. En el relevo 4 × 200 metros libres Windle ganó la medalla de plata junto con Wenden, Rogers y Graham White. El cuarteto ganó en su eliminatoria y se clasificó como el más rápido, mientras que los estadounidenses quedaron segundos con su equipo de reserva. Sin embargo, en la final, con el equipo titular los estadounidenses ganaron por 1,4 segundos. Australia estaba 2,5 segundos por detrás a mitad de la carrera pero los estadounidenses resistieron a pesar de los avances de Windle y Wenden en los dos últimos largos.
Windle se retiró tras los Juegos Olímpicos diciendo:“he nadado hasta un punto en el que apenas podía salir del agua. He visto a Jonh Konrads llegar a ese punto también. Siempre daría el 110%. No hay nada como el trabajo duro y honesto.” Windle ha sido considerado en muchas ocasiones el miembro del equipo australiano de natación más trabajador y más en forma. Ya retirado, Windle vivió en Estados Unidos unos años más trabajando para Allis-Chalmers, una empresa de maquinaria agrícola. El exnadador volvió a casa tras ser trasladado a la sección australiana de operaciones comerciales de la empresa. Windle pasó a formar parte del Salón de la fama del deporte australiano en 1987 y del Salón de la fama de la natación internacional en 1990.